# سوئد در المپیک
کشور سوئد در بازی‌های المپیک توانسته ۴۸۳ مدال در بازی‌های المپیک تابستانی و ۱۲۹ مدال در بازی‌های المپیک زمستانی کسب کند.

## جدول مدال‌ها بر پایه بازی‌ها

### بازی‌های المپیک تابستانی
| بازی              | ورزشکار    | طلا        | نقره       | برنز       | مجموع      | رتبه       |
| ۱۸۹۶ آتن          | ۱          | ۰          | ۰          | ۰          | ۰          | –          |
| ۱۹۰۰ پاریس        | ۱۰         | ۰          | ۰          | ۱          | ۱          | ۲۰         |
| ۱۹۰۴ سنت لوییس    | شرکت نداشت | شرکت نداشت | شرکت نداشت | شرکت نداشت | شرکت نداشت | شرکت نداشت |
| ۱۹۰۸ لندن         | ۱۶۸        | ۸          | ۶          | ۱۱         | ۲۵         | ۳          |
| ۱۹۱۲ استکهلم      | ۴۴۴        | ۲۴         | ۲۴         | ۱۷         | ۶۵         | ۲          |
| ۱۹۲۰ آنتورپ       | ۲۶۰        | ۱۹         | ۲۰         | ۲۵         | ۶۴         | ۲          |
| ۱۹۲۴ پاریس        | ۱۵۹        | ۴          | ۱۳         | ۱۲         | ۲۹         | ۸          |
| ۱۹۲۸ آمستردام     | ۱۰۰        | ۷          | ۶          | ۱۲         | ۲۵         | ۴          |
| ۱۹۳۲ لس آنجلس     | ۸۱         | ۹          | ۵          | ۹          | ۲۳         | ۴          |
| ۱۹۳۶ برلین        | ۱۷۱        | ۶          | ۵          | ۹          | ۲۰         | ۷          |
| ۱۹۴۸ لندن         | ۱۸۱        | ۱۶         | ۱۱         | ۱۷         | ۴۴         | ۲          |
| ۱۹۵۲ هلسینکی      | ۲۰۶        | ۱۲         | ۱۳         | ۱۰         | ۳۵         | ۴          |
| ۱۹۵۶ ملبورن       | ۸۸         | ۸          | ۵          | ۶          | ۱۹         | ۶          |
| ۱۹۶۰ رم           | ۱۳۴        | ۱          | ۲          | ۳          | ۶          | ۱۶         |
| ۱۹۶۴ توکیو        | ۹۴         | ۲          | ۲          | ۴          | ۸          | ۱۷         |
| ۱۹۶۸ مکزیکو سیتی  | ۱۰۰        | ۲          | ۱          | ۱          | ۴          | ۲۰         |
| ۱۹۷۲ مونیخ        | ۱۳۱        | ۴          | ۶          | ۶          | ۱۶         | ۱۱         |
| ۱۹۷۶ مونترال      | ۱۱۶        | ۴          | ۱          | ۰          | ۵          | ۱۲         |
| ۱۹۸۰ مسکو         | ۱۴۵        | ۳          | ۳          | ۶          | ۱۲         | ۱۱         |
| ۱۹۸۴ لس آنجلس     | ۱۷۴        | ۲          | ۱۱         | ۶          | ۱۹         | ۱۶         |
| ۱۹۸۸ سئول         | ۱۸۵        | ۰          | ۴          | ۷          | ۱۱         | ۳۲         |
| ۱۹۹۲ بارسلونا     | ۱۸۷        | ۱          | ۷          | ۴          | ۱۲         | ۲۷         |
| ۱۹۹۶ آتلانتا      | ۱۷۷        | ۲          | ۴          | ۲          | ۸          | ۲۹         |
| ۲۰۰۰ سیدنی        | ۱۵۰        | ۴          | ۵          | ۳          | ۱۲         | ۱۸         |
| ۲۰۰۴ آتن          | ۱۱۵        | ۴          | ۲          | ۱          | ۷          | ۱۹         |
| ۲۰۰۸ پکن          | ۱۳۴        | ۰          | ۴          | ۱          | ۵          | ۵۵         |
| ۲۰۱۲ لندن         | ۱۳۴        | ۱          | ۴          | ۳          | ۸          | ۳۷         |
| ۲۰۱۶ ریو د ژانیرو |            |            |            |            |            |            |
| مجموع             | مجموع      | ۱۴۳        | ۱۶۴        | ۱۷۶        | ۴۸۳        | ۱۰         |